# Акмазики (Яранский район)
 Акмазики  — деревня в Яранском районе Кировской области в составе Знаменского сельского поселения.

## География
Расположена на расстоянии примерно 3 км по прямой на юг-юго-восток от города Яранск.

## История
Известна с 1802 года как деревня Акмазикова с 14 дворами. В 1873 году здесь дворов 18 и жителей 171, в 1905 (уже Акмазики) 46 и 278, в 192644 и 232, в 1950 41 и 156, в 1989 12 жителей.

## Население
Постоянное население составляло 10 человек (русские 100%) в 2002 году, 0 в 2010.